# Romerska kurians kontor
Romerska kurians kontor är de instanser i kurian som säkerställer att dess olika enheter alltid står till den Heliga Stolens och påvens förfogande. 

## Kontoren
- Apostoliska kammaren handhar Heliga Stolens tillgångar då den tidigare påven avlidit och en ny ännu inte valts, det vill säga under sedisvakansen
- Administrationen för de apostoliska stiftens tillgångar ansvarar för att kurian har de ekonomiska medel som behövs för att fungera
- Prefekturen för den Heliga Stolens ekonomiska angelägenheter ansvarar för kontroll och revision av de instanser inom kurian, förutom Vatikanbanken, som hanterar ekonomiska frågor